# Ночь без сна
«Ночь без сна» (англ. Night Without Sleep) — фильм нуар режиссёра Роя Уорда Бейкера, вышедший на экраны в 1952 году.
Фильм рассказывает об известном композиторе Ричарде Мортоне (Гэри Меррилл), который пробуждается от похмельного сна, пытаясь воссоздать картину последних часов своей жизни, за которые он общался со своей женой (Джун Винсент), любовницей (Хильдегард Кнеф) и популярной актрисой, в отношениях с которой у него возникли взаимные романтические чувства (Линда Дарнелл). Когда Ричард обнаруживает дома труп жены, то понимает, что это он её убил. Перед тем, как заявить об убийстве в полицию, Ричард направляет актрисе розу в память об их кратком романе.
Фильм относится к группе фильмов нуар, построенных вокруг временной потери памяти главным героем, в которую, в частности, входят также такие фильмы, как «Чёрный ангел» (1946), «Где-то в ночи» (1946), «Крайний срок — на рассвете» (1946), «Высокая стена» (1947), «Двойная жизнь» (1947), «Лёгкая мишень» (1949) «Синяя гардения» (1953), «Долгое ожидание» (1954) и многие другие.

## Сюжет
Бродвейский композитор Ричард Мортон (Гэри Меррилл) пробуждается в своём шикарном доме на Лонг-Айленде от тяжёлого похмельного сна, в котором ему виделось, что он убивает какую-то женщину. Часы показывают 5.20, и Ричард заключает, что всего час назад проводил жену Эмили (Джун Винсент) в аэропорт, после чего лёг спать. Он вспоминает, как шесть лет назад познакомился с Эмили. Это случилось в тот момент, когда он заканчивал театральные репетиции своего мюзикла «Пурпурный, как виноград». Когда продюсер вдруг заявил ему, что у него нет денег на постановку спектакля, в театре неожиданно появилась богатая светская дама Эмили Флетчер. Она согласилась профинансировать постановку мюзикла за собственный счёт при условии, что если постановка будет успешной, Ричард на ней женится. Мюзикл имел большой успех, и Ричард, как и обещал, женился на Эмили, что позволило вести ему богатый образ жизни, однако с тех пор он ничего не написал и стал постепенно спиваться. Далее Ричард смутно вспоминает сцену, когда Эмили собирается выезжать в аэропорт, упрекая Ричарда в том, что к середине дня он уже напился и, кроме того, тратит много денег впустую, в частности, на своего психоаналитика. Она уговаривает его снова начать работать, так как со своим талантом он непременно добьётся успеха. Ричарда раздражает богатое высокомерие и материнское отношение к нему со стороны Эмили, и он заявляет, что нужен ей только для того, чтобы она могла называть его в свете «мой гений». Чувствуя её равнодушие к себе как человеку и мужу, Ричард пытается вызвать ревность Эмили, заявляя, что у него есть любовница, однако Эмили в ответ лишь усмехается… Действие возвращается в настоящее время. Постепенно приходя в себя, Ричард осознаёт, что это утро, а не вечер, и соответственно прошло уже тринадцать часов с тех пор, как он отвёз Эмили в аэропорт. Озабоченный провалом в памяти, Ричард вспоминает свой недавний визит к психиатру доктору Кларку (Дональд Рэндольф), который предупредил его, что из-за своего алкоголизма и скрытой враждебности по отношению к женщинам Ричард в состоянии блокировки сознания способен на убийство.
Отчаянно пытаясь вспомнить события прошедшей ночи, Ричард обнаруживает на себе галстук своего друга Джона Харнесса (Хью Бомонт). Он вспоминает, как вчера заехал выпить к Джону, который в тот момент вместе с женой Лорой (Джойс Макензи) давал вечеринку в своей нью-йоркской квартире. Джон немного привёл сильно выпившего и растрёпанного друга в порядок, подобрав ему в гардеробе галстук, после чего Ричард выпил ещё пару коктейлей. Заметив среди гостей красивую женщину, которая выразительно смотрит на него, Ричард выясняет у Джона, что это знаменитая кинозвезда Джули Бэннон (Линда Дарнелл), о которой Ричард не знает, поскольку последние годы потерял интерес к кино. Композитор заводит с Джули разговор, в ходе которого она сообщает, что они уже встречались шесть лет назад, хотя Ричард этого и не помнит. Актриса сообщает, что вынуждена покинуть вечеринку, так как утром отплывает в Лондон. В свою очередь Ричард, который опаздывает на свидание к любовнице, вызывается подвезти Джули до её дома на такси. По дороге взаимная симпатия между Джули и Ричардом нарастает, и они расстаются против своего желания. После этого композитор приезжает в ресторан на встречу с любовницей Лизой Мюллер (Хильдегард Кнеф), которая чрезвычайно раздражена, так как ожидает его уже более полутора часов. Возмущенная его пьянством и бессердечием, Лиза плескает ему в лицо стакан воды и уходит. Разозлённый Ричард сначала угрожает, что однажды она может зайти слишком далеко, однако затем берёт себя в руки и говорит, что никогда не тронет её. После того, как рыдающая Лиза выбегает из ресторана, Ричард звонит Джули, которая принимает его приглашение сходить в джазовый клуб в Гарлеме. В клубе знакомые музыканты исполняют композиции Ричарда из мюзикла «Пурпурный, как виноград», которые так любит Джули. Они танцуют, а затем Ричард дарит ей розу. Отношения между Ричардом и Джули приобретают всё более романтический характер. После ужина в скромном кафе напротив театра, в котором когда-то шёл мюзикл Ричарда, Джули напоминает, что в своё время она пробовалась на роль танцовщицы в кордебалет его мюзикла, но не прошла. Тогда он лично взял её в спектакль, и с тех пор она влюблена в него. В своей нью-йоркской квартире Ричард рассказывает Джули, что несчастлив в браке, однако опасается, что уже поздно начинать жизнь заново вместе с ней. По просьбе актрисы Ричард играет для неё на фортепиано. Приходя в восторг от его музыки, Джули говорит, что он бы мог вернуться к работе, если бы поменял своё отношение к жизни. Эти слова выводят Ричарда из себя, который обвиняет Джули в том, что она, как и другие женщины, ждут от него только успеха. Обиженная Джули заявляет Ричарду, что он ненавидит женщин и уходит. Ещё немного выпив, Ричард едет к Лизе, которая пытается наладить их отношения, однако замечает, что он полюбил кого-то другого. Выяснив, что это Джули, Лиза угрожает разрушить её карьеру, устроив скандал по поводу того, что она завела роман с женатым мужчиной. В ярости Ричард набрасывается на неё…
Больше ничего Ричард вспомнить не в состоянии. С ужасом предположив, что он мог убить Лизу, Ричард звонит ей домой. Наконец, она берёт трубку, заявляя, что он ей ничего не сделал и просит у него прощения за то, что угрожала ему скандалом. После этого Ричард пытается мучительно вспомнить, чем закончился его разговор с Джули, опасаясь, что может быть, он убил её. Однако дозвонившись до актрисы, он слышит, что с ней всё в порядке. Успокоившись, Ричард поднимается в спальную, где с ужасом видит тело убитой Эмили. Ричард понимает, что, скорее всего, это он убил жену до отъезда в аэропорт в момент затмения сознания, и потому ничего об этом не помнит. Он берёт телефон, чтобы позвонить в полицию, однако перед этим решает попрощаться с Джули. Несмотря на его возражения, она перед отплытием приезжает попрощаться с ним лично, и Ричард берёт с неё слово, что она не изменит свою жизнь, чтобы с ним не произошло. После её отъезда Ричард звонит в службу стюардов лайнера «Королева Мэри», и Мэри, зайдя в свою каюту, получает от стюарда розу от Ричарда.

## В ролях
- Гэри Меррилл — Ричард Мортон
- Линда Дарнелл — Джули Бэннон
- Хильдегард Кнеф — Лиза Мюллер
- Джун Винсент — Эмили Мортон
- Хью Бомонт — Джон Харнесс
- Джойс Макензи — Лора Харкнесс
- Дональд Рандольф — доктор Кларк
- Беверли Тайлер — певица (в титрах не указана)

## Создатели фильма и исполнители главных ролей
Режиссёр Рой Уорд Бейкер в 1950-е годы был известен как постановщик таких картин, как мелодрама «Дом на площади» (1951), фильм нуар «Можно входить без стука» (1952) и историческая драма «Гибель Титаника» (1958), а позднее — научно-фантастическим фильмом «Куотермасс и колодец» (1967) и фильмы ужасов, такие как «Шрамы Дракулы» (1970), «Психбольница» (1972) и «Склеп ужаса» (1973).
Гэри Меррилл сыграл свои наиболее значимые роли в военных драмах «Вертикальный взлет» (1949) и «Решение перед рассветом» (1951), а также в фильмах нуар «Там, где кончается тротуар» (1950), «Яд другого человека» (1951), «Телефонный звонок от незнакомца» (1952), «Проект убийства» (1953) и «Свидетель убийства» (1954).
Линда Дарнелл известна по ролям в приключенческой драме «Знак Зорро» (1940), фильмах нуар «Падший ангел» (1945), «Хэнговер-сквер» (1945) и «Тринадцатое письмо» (1951), вестерне «Моя дорогая Клементина» (1946), романтической комедии «Только Ваш» (1948), а также в мелодрамах «Амбер навсегда» (1947) и «Письмо трём жёнам» (1949).
Немецкая актриса Хильдегард Кнеф сыграла свои наиболее значимые роли в немецком послевоенном триллере «Убийцы среди нас» (1946), а перебравшись в Голливуд — в военной драме «Решение перед рассветом» (1951), мелодраме «Снега Килиманджаро» (1952) и послевоенных триллерах «Человек посередине» (1953) и «Дипкурьер» (1952).

## История создания фильма
Новелла Элика Мола «Пурпурный, как виноград», которая положена в основу сценария фильма, первоначально была опубликована в журнале Cosmopolitan в январе 1949 года. Рабочем названием фильма также было «Пурпурный, как виноград».
В феврале 1950 года газета «Лос-Анджелес Таймс» сообщила, что Молл совместно с Фрэнком Партосом написал сценарий фильма, после чего переработал его в книгу, которая была издана под названием «Ночь без сна».
В газете «Лос-Анджелес Таймс» сообщалось, что первоначально в качестве режиссёра картины был назначен Эдмунд Гулдинг. По информации «Голливуд репортер» от 3 августа 1949 года, на главную роль первоначально планировался Тайрон Пауэр, а Сьюзен Хэйуорд должна была сыграть одну из главных женских ролей. В Los Angeles Express от 4 ноября 1949 года сообщалось, что главную мужскую роль сыграет Ричард Бейсхарт.

## Оценка фильма критикой

### Общая оценка фильма
Критика восприняла картину довольно холодно. В частности, обозреватель «Нью-Йорк Таймс» Босли Краузер отметил, что фильм «с утомительным нарастанием показывает безнадёжный бой с бессонницей, который зритель едва может вытерпеть». Критик пишет, что эта «странная картина следит за Гэри Мериллом в роли человека, который пробуждается со странным чувством, что что-то не так, погружаясь в длительное воспоминание о своём прошлом, о потерянной карьере, и особенно о том, что он наделал предыдущим вечером в компании трёх различных дам». Краузер резюмирует своё мнение словами, что фильм сделан «без искры, без вдохновения, без ума и без саспенса», и называет его «бледным опытом болезненного блуждания под луной», который «еле движется, если движется вообще». Сходное мнение выразил и Майкл Кини, назвавший картину «тёмной, задумчивой и скучной» мелодрамой, которая «через флэшбэки показывает зрителю возможных жертв героя — сварливую жену (Винсент), ревнивую любовницу (Кнеф) и красивую актрису (Дарнелл), которая в него влюблена». Спесер Селби также написал, что это «мрачная, тревожная и задумчивая мелодрама с флэшбеками», в которой «композитор-алкоголик пытается восстановить события своего загула предыдущей ночью, опасаясь, что мог совершить убийство».

### Образ главного персонажа
Хэл Эриксон, отметил, что Гэри Меррилл играет в этом фильме композитора, отличающегося «жестоким и непредсказуемым поведением», и потому это «лишь вопрос времени, когда что-то произойдёт». Пробудившись в состоянии тяжёлого похмелья, он пытается вспомнить, «не убил ли он вчера кого-нибудь, и кто мог стать его жертвой — богатая и сварливая жена (Винсент), бывшая любовница (Нефф) или божественно красивая кинозвезда (Дарнелл), с которой он завёл случайный роман». Герой Меррилла, по словам Краузера, «обнаруживает, что его психиатр был прав, когда сказал ему несколько месяцев назад, что он потенциально может быть жестоким и что у него есть позывы к убийству».